# ازدواج به سبك ايراني
ازدواج به سبک ایرانی (بالعربية: زواج بالطريقة الإيرانية)، هو فيلم سينمائي إيراني صدر عام 1383 هـ. ش. الموافق 2006 م من تأليف مينو فرشچي وحميدرضا حافظي وإخراج حسن فتحي وبطولة داریوش ارجمند وشیلا خداداد وسعید کنگرانی وفاطمه گودرزی ودنیل هولمز ومحمدرضا شریفی نیا وحسام نواب صفوی ولادن طباطبایی ومهری مهرنیا وامیرحسین آرمان. يحكى الفلم قصة مهندس أمريكي يُدعى ديڤد (دنيل هولمز) يعمل في إيران، يُعجب بفتاة إيرانية تُدعى شيرين (شيلا خداداد) ويطلب يدها للزواج.

## وصلات خارجية
- ازدواج به سبك ايراني على موقع IMDb (الإنجليزية)
- ازدواج به سبك ايراني على موقع روتن توميتوز (الإنجليزية)
- ازدواج به سبك ايراني على موقع ألو سيني (الفرنسية)
- ازدواج به سبك ايراني على موقع Turner Classic Movies (الإنجليزية)
- ازدواج به سبك ايراني على موقع أول موفي (الإنجليزية)
- ازدواج به سبك ايراني على موقع قاعدة بيانات الفيلم (الإنجليزية)
- ازدواج به سبك ايراني على موقع ليتربوكسد (الإنجليزية)
- ازدواج به سبك ايراني على موقع كينوبويسك (الروسية)
- الموقع الرسمي - نسخة مؤرشفة